# 매혹 (1991년 영화)
"매혹"은 1991년에 개봉한 대한민국의 영화이다.

## 캐스팅
- 윤희 : 수경 역
- 김동현
- 박근형
- 이덕근
- 오영화
- 최병철